# 德久寺
德久寺，位于西藏自治区日喀则地区白朗县嘎普乡塔叶村，是一座藏传佛教寺院。

## 简介
德久寺是位于西藏自治区日喀则地区白朗县嘎普乡塔叶村的一座藏传佛教寺院。
德久寺是白朗县的知名寺院，初建于公元1340年。